# Rupert Grint
Rupert Alexander Lloyd Grint, född 24 augusti 1988 i Harlow, Essex, England, är en brittisk skådespelare, främst känd i rollen som Ron Weasley i Harry Potter-filmerna.

## Biografi
Grint är bosatt i Watton-at-Stone i Hertfordshire. På fritiden gillar han att spela golf, basket, fotboll, biljard, simma och cykla på sin enhjuling.[källa behövs] Han gick ut secondary school på en pojkskola i sin hemstad i juli 2004, och gjorde därmed sina slutprov (GCSE's). Han har inte fortsatt med att gå på gymnasiet utan vill fortsätta satsa på sin skådespelarkarriär.
Han har medverkat i alla Harry Potter-filmerna: Harry Potter och de vises sten, Harry Potter och Hemligheternas kammare, Harry Potter och fången från Azkaban, Harry Potter och den flammande bägaren, Harry Potter och Fenixorden, Harry Potter och Halvblodsprinsen, Harry Potter och dödsrelikerna – Del 1 och Harry Potter och dödsrelikerna – Del 2.
Rupert Grint har medverkat i filmen Driving Lessons, där han har spelat med bl.a. Julie Walters (Mrs. Weasley i Harry Potter-filmerna, Billy Elliot m.fl.) och Laura Linney (Love Actually, Truman Show m.fl.) Det blev hans andra film utanför Harry Potter. Han spelade forskaren "Alan A. Alen" i filmen Thunderpants från 2002. 2012 medverkade Rupert i den norska filmen Into The White.
Grint är sedan 2011 i ett förhållande med skådespelerskan Georgia Groome. Tillsammans har paret en dotter som föddes i maj 2020.

## Filmografi
| År   | Titel                                   | Roll                | Noteringar |
| ---- | --------------------------------------- | ------------------- | ---------- |
| 2001 | Harry Potter och de vises sten          | Ron Weasley         |            |
| 2002 | Harry Potter och Hemligheternas kammare | Ron Weasley         |            |
| 2002 | Pojken med prutt-byxorna                | Alan A. Allen       |            |
| 2004 | Harry Potter och fången från Azkaban    | Ron Weasley         |            |
| 2005 | Harry Potter och den flammande bägaren  | Ron Weasley         |            |
| 2006 | Driving Lessons                         | Ben Marshall        |            |
| 2007 | Harry Potter och Fenixorden             | Ron Weasley         |            |
| 2009 | Harry Potter och halvblodsprinsen       | Ron Weasley         |            |
| 2010 | Cherrybomb                              | Malachy McKinney    |            |
| 2010 | Wild Target                             | Tony                |            |
| 2010 | Harry Potter och dödsrelikerna – Del 1  | Ron Weasley         |            |
| 2011 | Harry Potter och dödsrelikerna – Del 2  | Ron Weasley         |            |
| 2012 | Into the White                          | Gunner Robert Smith |            |
| 2013 | Charlie Countryman                      | Carl                |            |
| 2013 | CBGB                                    | Cheetah Chrome      |            |
| 2013 | The Unbeatables                         | Amadeo              | Röstroll   |
| 2014 | Postman Pat: The Movie                  | Josh                | Röstroll   |
| 2015 | Moonwalkers                             | Jonny               |            |